# Macromia floridensis
Macromia floridensis – gatunek ważki z rodziny Macromiidae. Występuje na terenie Stanów Zjednoczonych – w stanach Alabama i Floryda.